# Magno I da Noruega
Magno I, o Bom (em nórdico antigo Magnús góði; em dinamarquês Magnus den Gode) (1024 — 1047) foi o rei da Noruega de 1035 à 1047, e rei da Dinamarca de 1042 à 1047. Era filho de Olavo, o forte, conhecido como Santo Olavo após sua canonização, enquanto Magno recebeu o cognome de o bom ou o nobre.
No período de 1028 à 1035, foi forçado a deixar a Noruega, ainda que, depois da morte de Canuto, o grande, fosse chamado de volta pelos nobres, cansados de viver pela lei dinamarquesa, para ser o rei da Noruega. Depois da morte de Hardacanuto, ele foi feito rei da Dinamarca, a despeito de reivindicações rivais que queriam que o sobrinho de Canuto, o grande, Sueno Estridsen, ocupasse o trono. Houve um grande tumulto na fronteira sul dinamarquesa, onde em 1043 Magno teve uma importante vitória em Lyrskov Hede (a tradução para português seria Charneca de Lyrskov), disse ser a razão por ter recebido seu cognome.

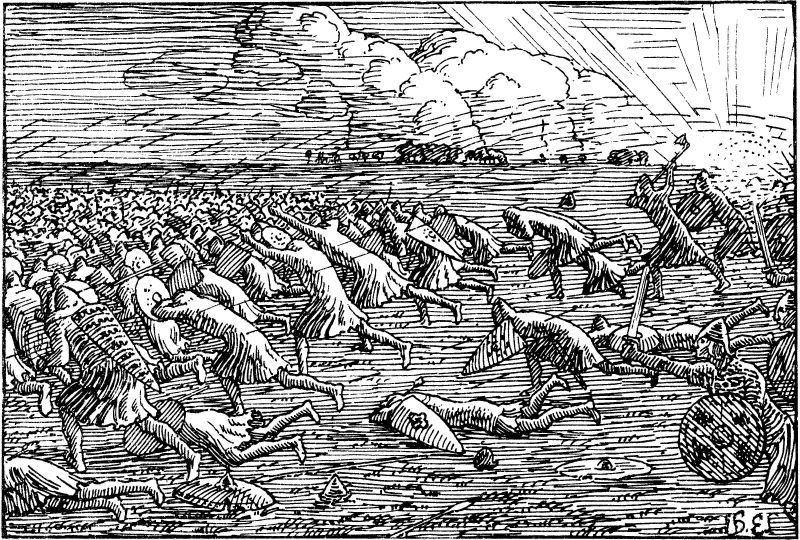
Desenho ilustrando a batalha em Lyrskov Hede

Sueno Estridsen não desistiu facilmente de sua reivindicação pelo trono dinamarquês, com muitos conflitos com o rei nos anos que passaram. Um acordo foi finalmente aceito, o qual fazia de Sueno vice-rei da Dinamarca, enquanto Magno tinha problemas também na Noruega. Lá, seu tio Haroldo III da Noruega era uma forte ameaça para seu trono. Em 1046, Magno foi obrigado a dividir os seus reinos com ele. Em 1047, Sueno Estridsen foi tirado da Dinamarca pelos noruegueses, com a ajuda do rei sueco Anundo Jacó. Sueno acabou fugindo para a província sueca de Escânia. Com uma queda de seu cavalo, Magno morreu no mesmo ano. No seu leito de morte, ele disse que Sueno deveria ser seu herdeiro na Dinamarca e Haroldo III seu herdeiro na Noruega. Ele foi enterrado com seu pai na catedral de Trontêmio.
A linha direta de Santo Olavo terminou após a morte de Magno. Ela retornou ao trono novamente em 1280, quando Érico II, que, através de sua mãe, descendia da irmã legítima de Magno,sucedeu como rei.A filha de Magno casou com um nobre norueguês e a descendente casou-se com o Conde de Orkney. Através dessa linhagem,o descendente de Magno, James I da Inglaterra, veio a ser rei da Escócia.